# Oberkappel
Oberkappel är en ort och kommun i Österrike. Den ligger i distriktet Rohrbach i förbundslandet Oberösterreich, 190 kilometer väster om huvudstaden Wien. Kommunen gränsar i norr mot Bayern i Tyskland.
Kommunen består av elva orter (Ortschaften) (inom parentes invånarantal 1 januari 2024):

- Dittmannsdorf (4)
- Grubberg (29)
- Hallschlag (11)
- Hochödt (22)
- Kaffring (37)
- Lamprechtswiesen (29)
- Mitternschlag (9)
- Mollmannsreith (189)
- Oberkappel (358)
- Osterwasser (48)
- Schöffgattern (17)